# Лофодерміум
Лофодеріиум (Lophodermium) — рід грибів родини Rhytismataceae. Назва вперше опублікована 1826 року.

## Опис
Зазвичай види цього роду, розвиваються на мертвих опалих листках, а деякі вражають живі листя.
Lophodermium pinastri є збудником широко поширеної в лісових розсадниках хвороби шютте. Основними симптомами її є побуріння і опадання хвої у сосен в розплідниках і в лісі. Хвороба особливо небезпечна для молодих сосонок до п'ятирічного віку, так як уражені дерева дуже часто гинуть. Уражається і хвоя на нижніх гілках дорослих дерев сосни, але це не робить істотного шкідливого впливу на дерева. Зараження хвої спорами гриба у сіянців і саджанців у розсадниках, а також в лісі відбувається протягом усього вегетаційного періоду, проте масове зараження спостерігається в кінці літа або восени, коли відбувається дозрівання і викидання великої кількості спор.